# Elsa Mahler
Elsa Mahler (Moskou, 15 november 1882 – Riehen, 30 juni 1970) was een Zwitserse taalkundige en hoogleraar. In 1938 werd ze de eerste vrouwelijke hoogleraar aan de Universiteit van Bazel.

## Biografie
Elsa Mahler was een dochter van Josef Mathias Eduard Mahler, een ingenieur, en van Louise Sivers. Ze studeerde tussen 1902 en 1924 met tussenposen klassieke filologie en archeologie aan de universiteiten van Sint-Petersburg, Berlijn, München en Bazel.
Nadat ze van 1913 tot 1919 had lesgegeven in Sint-Petersburg, werd ze in 1923 lectrice Russisch aan de Universiteit van Bazel. In 1928 werd ze aan deze universiteit privaatdocente Russische taal en literatuur. In 1938 werd ze de eerste vrouwelijke buitengewoon hoogleraar aan de Universiteit van Bazel. In 1953 werd ze erehoogleraar, zij het echter dat ze les zou geven tot in 1965.
Ze was de grondlegster van het onderwijs van Slavische talen aan de universiteit van Bazel en was de oprichtster van de Slavische bibliotheek van deze universiteit. Ze schreef diverse publicaties die voornamelijk handelden over de Russische folklore.